# Фёдоров, Александр Ильич (лингвист)
Алекса́ндр Ильи́ч Фёдоро́в (2 июня 1921, Тверская область — 8 мая 2019, Новосибирск) — советский и российский лингвист-русист, доктор филологических наук (1973), профессор.

## Биография
Родился в деревне в Тверской области.
Участник Великой Отечественной войны. Войну прошёл вместе с 22-м гвардейским полком авиации дальнего действия
(в составе экипажа, командиром которого был
Иван Егорович Гаврыш), награждён орденом Отечественной войны I степени, медалями «За отвагу», «За оборону Ленинграда», «За оборону Сталинграда».
В 1962 году он приехал в Новосибирск, в Сибирское отделение АН СССР из Ленинграда, где работал в Ленинградском отделении Института языкознания Академии наук. В том же году был принят в Институт истории, филологии и философии и долгое время работал заведующим сектором лексикографии, потом главным научным сотрудником Сектора русского языка Института филологии СО РАН.
Похоронен на Южном кладбище Новосибирска (квартал 24).

## Вклад в науку
А. И. Фёдоров — крупный отечественный специалист-русист в области словарного дела,
исследователь лексики и фразеологии русского литературного языка, а также народных говоров. Занимался языком и стилем русских писателей — В. А. Жуковского, А. С. Пушкина, Е. А. Баратынского, С. А. Есенина.
Им усовершенствованы принципы и методика составления фразеологических, толковых и диалектных словарей русского языка, собран и обобщён огромный фактический материал, вошедший в подготовленные под его руководством или при его участии фундаментальные
лексикографические труды.

## Преподавательская деятельность
Александр Ильич Фёдоров активно участвовал в подготовке научных кадров. Будучи профессором кафедры русского и общего языкознания Новосибирского университета, в течение нескольких десятков лет читал общие и специальные курсы по исторической грамматике русского языка, истории русского литературного языка и русской фразеологии. Под его руководством защищён ряд кандидатских диссертаций.

## Научные труды
Пять опубликованных монографий посвящены основным проблемам изучения лексики русского языка и его говоров.
Он участвовал в подготовке и издании 17-томного «Академического словаря русского литературного языка», был соавтором «Фразеологического словаря русского языка».
В Институте истории, филологии и философии коллективом под руководством А. И. Фёдорова подготовлен и издан двухтомный «Фразеологический словарь русского литературного языка конца XVIII—XX вв.» (Новосибирск, 1991, около 7000 фразеологизмов), два тома «Фразеологического словаря русского
литературного языка» (Новосибирск, 1995, около 12000
фразеологизмов).
В пятитомном «Словаре русских говоров Сибири» (Новосибирск, 1999—2006), есть и материалы изданного коллективом авторов под руководством А. И. Фёдорова «Словаря русских говоров Новосибирской области». В 1983 году в Новосибирске вышел в свет подготовленный им «Фразеологический словарь русских говоров Сибири»
.